# International Relations and Security Network
Das International Relations and Security Network (ISN) war ein frei zugänglicher Online-Informationsdienst für Internationale Beziehungen und Sicherheitspolitik. Es wurde als Teilprojekt des Center for Security Studies (CSS) an der Eidgenössischen Technischen Hochschule (ETH) in Zürich betrieben. Seit 2016 ist das ISN voll in das Center for Security Studies integriert.

## Überblick
Das im Jahr 1994 gegründete Netzwerk verbreitete, verwaltete und produzierte internetbasierte Inhalte mit Fokus auf Internationale Beziehungen und Sicherheitspolitik und förderte die Kooperation zwischen Institutionen, die in diesen Bereichen forschen und arbeiten. Finanziert wurde das ISN vom Eidgenössischen Departement für Verteidigung, Bevölkerungsschutz und Sport (VBS) und der ETH Zürich.

## Aktivitäten
- Digitale Bibliothek: Ein Kernservice des ISN war die Digitale Bibliothek, die über 69‘000[3] Publikationen und andere multimediale Ressourcen im Bereich Internationale Beziehungen, Sicherheits- und Verteidigungspolitik, Entwicklungspolitik und Internationale Politische Ökonomie umfasste. Die Bibliothek enthielt unter anderem Bücher im Volltext, Arbeitspapiere, Regierungsberichte, Journalartikel, politische Kurzanalysen, Blogeinträge, Präsentationen sowie Audio- und Videoressourcen von 249[4] Partnerinstitutionen. Die Bibliothek enthielt außerdem ein Verzeichnis von über 3000 Think-Tanks, Universitäts- und Forschungsinstituten, Nichtregierungsorganisationen und anderen Einrichtungen, die im Bereich Internationale Beziehungen und Sicherheitspolitik tätig sind.[5]
- ISN Features: Gemeinsam mit Partnerinstitutionen und internationalen Experten veröffentlichte das ISN täglich neue Analysen und Blogartikel sowie regelmäßige Audio- und Videofeatures auf der Homepage. Zusätzlich erschienen in unregelmäßigen Abständen Multimedia-Dossiers zu sicherheitspolitisch-relevanten Themen.
- Partnerorganisationen und Communities: Das ISN unterhielt ein internationales Netzwerk aus 249 Partnerinstitutionen in rund 50 Ländern.[6] Das Netzwerk setzte sich zusammen aus Universitäts- und Forschungsinstituten, Think Tanks, internationalen (Nicht)Regierungsorganisationen und staatlichen Einrichtungen.[7]